# Sociogenese
 Der er for få eller ingen kildehenvisninger i denne artikel, hvilket er et problem. Du kan hjælpe ved at angive troværdige kilder til de påstande, som fremføres i artiklen.

Sociogenese dækker over menneskets psykiske udvikling i sammenhæng med den samfundsmæssige udvikling. Emnet har været behandlet af den tyske sociolog Norbert Elias i Über den Prozess der Zivilisation fra 1939.
| Samfundsvidenskab | Spire Denne artikel om samfundsvidenskab er en spire som bør udbygges. Du er velkommen til at hjælpe Wikipedia ved at udvide den. |